# 马来人的困境
《马来人的困境》，由马哈迪·莫哈末于1970年所著的一本著作。

## 簡介
在該書出版時，馬哈迪已被执政党馬來西亞全國巫人統一機構開除黨籍，之後马来西亚發生種族暴動「五一三事件」而動盪不安。本书用種族的角度分析马来西亚的历史與政治，并假定以下基本立场： 
- 马来人為马来西亚之原住民（ Bumiputras ）。
- 唯一的国家语言為马来语並且其他種族學之。
- 因有著寬容和不願造成衝突的性格，馬來人在自己的國土上屈服於英國人和與其共謀的種族。
- 需要一個反歧視行動來解決馬來西亞華人企業在當地所實行的霸權主義

此“两难” 便是，是否马来人应该接受政府援助－马哈迪的立场是，他们应该这样做。 
這本書鞏固馬哈迪在馬來人心中“超人”的形象，並曾被外界將其與《我的奮鬥》比較。馬哈迪在書中剖析自己所屬種族的好幾項短處，並表示寫作此書的目的本是為使馬來西亞遠離暴力、走向和諧跟統一。
馬哈迪在1972年重新加入巫統，並於1981年7月16日成為馬來西亞首相，之後馬來西亞政府採行許多書中所建議的政策。這個困境問題在2000年到2002年間再一次地被馬哈迪本人和他的首相接班人阿都拉·巴达威所提出。巴達維主張馬來人在不斷的穩健進步，他們現在應該要丟下“拐杖”，開始比賽。

## 作者简介
敦马哈迪·莫哈末（Tun Dr Mahathir bin Mohamad），马来西亚第四任及第七任首相，也是一名作家和医生，有“马来西亚现代化之父”之称。首次担任首相时执政长达22年107天，是马来西亚任期最长的首相。2018年至2020年再次出任首相职务，离任时该届次任满1年295天，成为马来西亚任期最短的首相。自1946年加入巫统开始，活跃于政坛共76年。